# Cyphoma versicolor
Cyphoma versicolor is een slakkensoort uit de familie van de Ovulidae. De wetenschappelijke naam van de soort is voor het eerst geldig gepubliceerd in 2003 door Fehse.